# Bianca Hendrickse-Spendlove
Pour les articles homonymes, voir Spendlove.
Bianca Hendrickse-Spendlove, née le 15 mai 1991, est une actrice anglaise.

## Biographie
Bianca Hendrickse-Spendlove est principalement connue pour son rôle de Texas Longford (en) dans la série télévisée Hollyoaks,.

## Filmographie
- 2010-2013 : Hollyoaks (série télévisée) : Texas Longford (en) (219 épisodes)
- 2014 : Doctors (série télévisée) : Cassie McLennan
- 2015 : Holby City (série télévisée) : Chloe Whithers
- 2019 : London Kills (série télévisée) : Olivia